# Wanda (legendarna księżniczka)

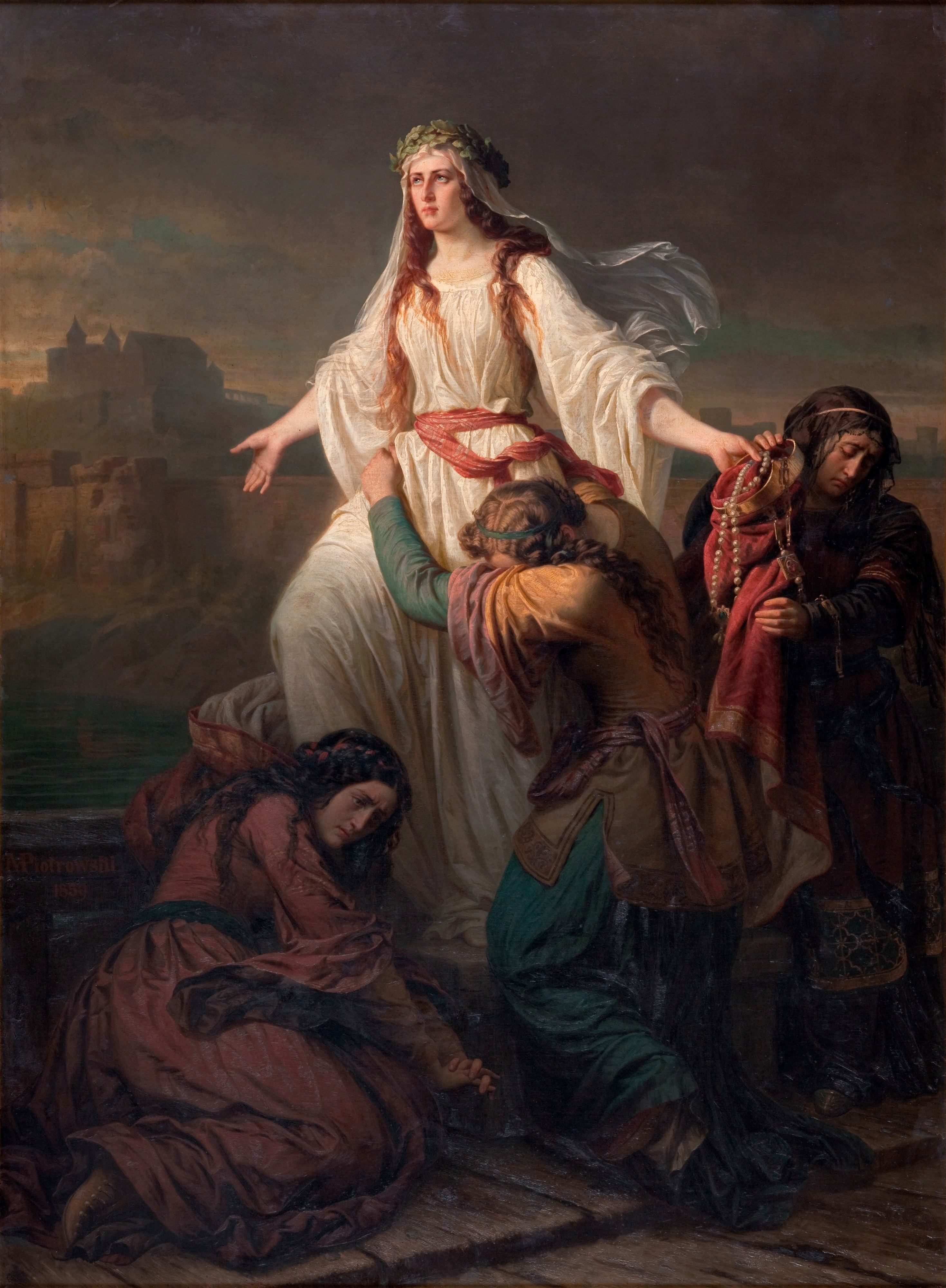
Maksymilian Piotrowski, Śmierć Wandy z 1859 roku

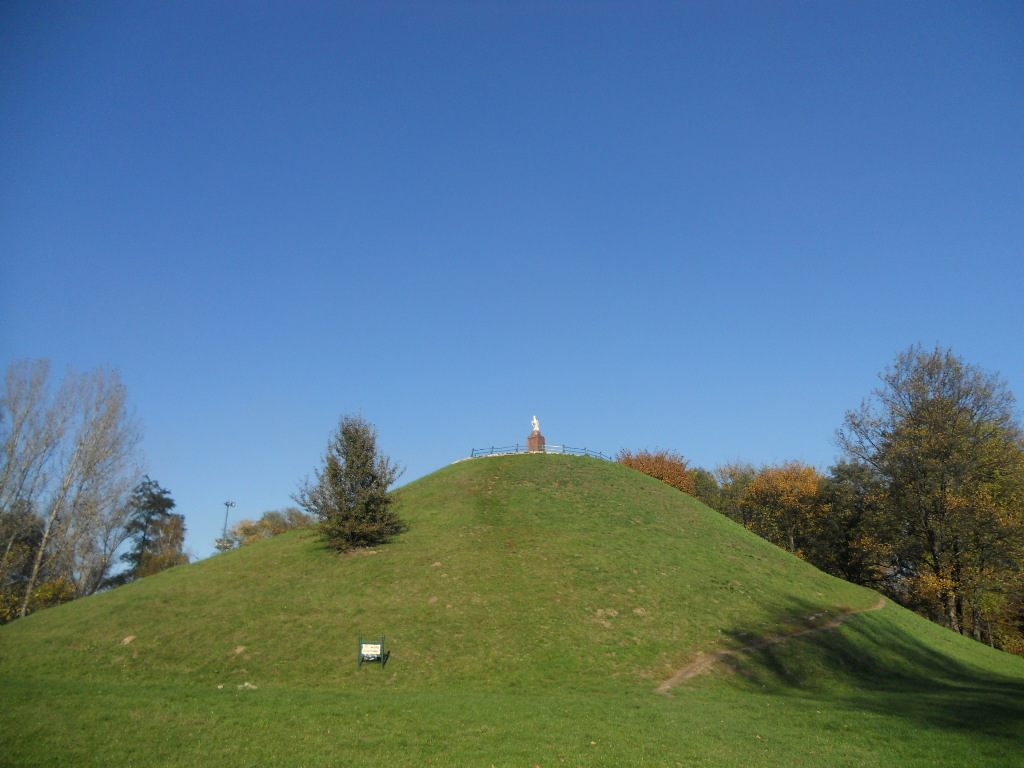
Krakowski Kopiec Wandy

Wanda – legendarna władczyni Polski, córka Kraka, siostra Kraka młodszego. Według najbardziej znanej wersji legendy była polską księżniczką, która nie zgodziła się na małżeństwo z księciem niemieckim, Rytygierem. W odpowiedzi urażony tyran lemański najechał ze swoimi wojskami ziemie polskie. Armia pod dowództwem Wandy zdołała odeprzeć atak. Wanda jednak zdecydowała się na samobójstwo, rzucając się w nurt Wisły, aby nie popychać Niemców do kolejnych najazdów (według innej wersji, była to ofiara za odniesione zwycięstwo).

## Imię
Kronika wielkopolska wyprowadza imię Wandy od wędki: Wąda nomine, que latine hamus nominatur, przy czym należy pamiętać, że Wąda, czy też Wøda należy odczytywać z „a nosowym” (ã, jak fr. provenance, avant, Auchan), które w staropolskim powstało ze zlania się co do barwy prasłowiańskich samogłosek nosowych /ǫ/ (dzisiejszego ą) i /ę/. W XIX wieku rozpatrywana była też etymologia imienia Wanda – „woda”.
Według innych hipotez imię Wandy pochodzi od nazwy Wendów, czyli Słowian w językach germańskich (Wendyjka, czyli Słowianka). Kadłubek wiąże imię księżniczki z ludem Wandalów, który w średniowieczu mylono z nazwą Wendów.

## Przekazy źródłowe
Postać Wandy została najprawdopodobniej wymyślona przez Wincentego Kadłubka na podstawie różnych tekstów starożytnych. K. Römer przedstawił pogląd o pochodzeniu legendy z mitów słowiańskich. Włodzimierz Szafrański sugerował, że legenda o Wandzie może pochodzić z mitów trackich, zaś sama Wanda może być odpowiednikiem bogini Bendis.
W kronice Wincentego Kadłubka Wanda rządziła Polską po odsunięciu od władzy syna Kraka, splamionego zbrodnią bratobójstwa. Po czasowym bezkrólewiu panowanie miał jej powierzyć ogół społeczeństwa („senat”, możni, chłopi), ponieważ była ostatnią z rodu Kraka. Najechana przez niejakiego „tyrana lemańskiego” (czyli niemieckiego) staje na czele wojsk i zmusza wroga do odwrotu. Książę alemański wygłasza pochwalną pieśń na cześć Wandy i popełnia samobójstwo. Zaś królewna rządziła długo i szczęśliwie, zostając do śmierci dziewicą. Kadłubek dodaje, że od niej, mówią, pochodzić ma nazwa rzeki Wandal, ponieważ ona stanowiła środek jej królestwa; stąd wszyscy, którzy podlegali jej władzy, nazwani zostali Wandalami.
W tej wersji nie ma wzmianki o utopieniu się w Wiśle. Pojawia się ona dopiero w późniejszej Kronice wielkopolskiej. Powszechnie znaną wersję zawdzięczamy natomiast Janowi Długoszowi, który nadał najeźdźcy niemieckiemu imię Rytygier. W wersji niemieckiej u Johannesa Micraeliusa Wanda i niemiecki rycerz byli parą; śmierć ukochanego wstrząsnęła Wandą.
W kronikach polskich i zagranicznych (Długosz i Georgius Aelurius) wspomina się niekiedy o jej dwóch siostrach. Jedną z nich miała być założycielka Pragi, Libusza, a drugą Waleska, uchodząca za założycielkę Kłodzka. Stąd teoria łącząca krakowskiego Kraka z czeskim Krokiem, który wg Kroniki Czechów miał mieć trzy córki: Kazię, Tetkę i Libuszę.

## Wanda w kulturze

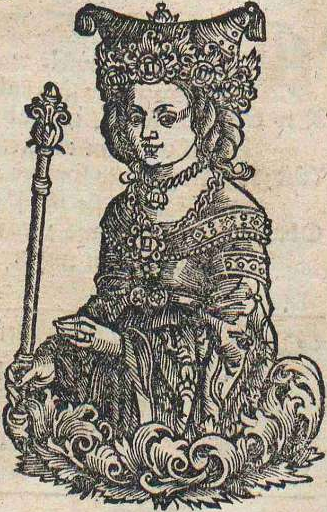
Wanda, drzeworyt z Gniazdo cnoty skąd herby rycerstwa sławnego Królestwa Polskiego z 1578.

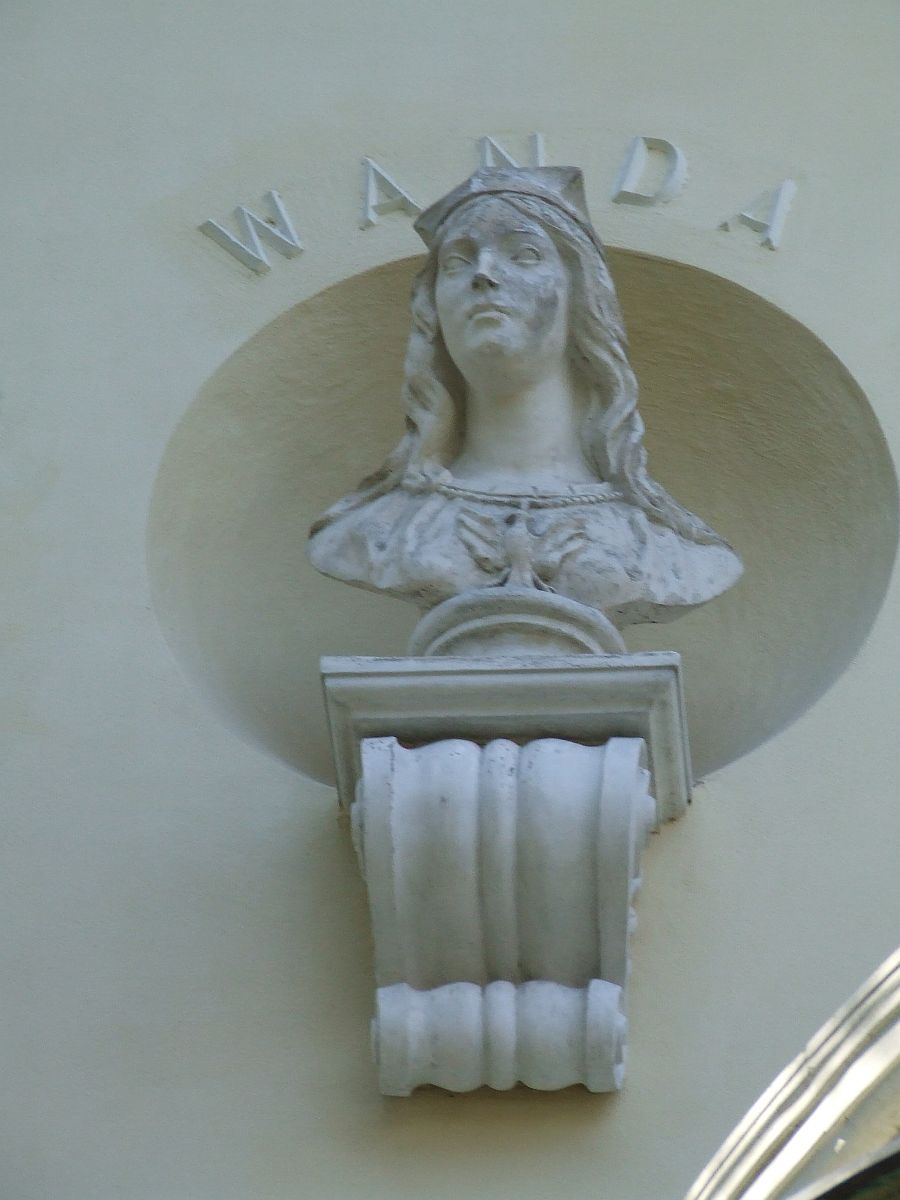
Popiersie na Pałacu Ursynowskim

Motyw Wandy był często wykorzystywany politycznie jako dowód, że w Polsce może panować kobieta (Jadwiga, Anna Jagiellonka) oraz w propagandzie antyniemieckiej (Wanda leży w naszej ziemi, bo nie chciała Niemca).
Postać Wandy przytaczana była w wielu utworach łacińskich polskiego renesansu. W pierwszej części eposu Jana z Wiślicy pt. Bellum Prutenum przedstawiającej najdawniejsze dzieje Polski, Wanda ukazana jest jako mądra i waleczna władczyni, która przejęła władzę po swoim ojcu Kraku. Klemens Janicki poświęcił Wandzie jeden z epigramatów w cyklu Vitae Regum Polonorum, w którym opisał jej zwycięską walkę z Rotogarem oraz dobrowolną śmierć. Wanda została też przywołana w dwóch epitalamiach królewskich – na zaślubiny Zygmunta Augusta z Elżbietą Habsburżanką (1543) autorstwa Georgiusa Sabinusa oraz Stefana Batorego z Anną Jagiellonką (1576) autorstwa Joachima Bielskiego. Stanisław Hozjusz nawiązywał do postaci Wandy w dwóch utworach. W wierszu Ad Sigismundum Augustum, Sarmatiae regem, carmen consolatorium (1553) apelował do Zygmunta Augusta, by po śmierci Barbary Radziwiłłównej wszedł w nowy związek małżeński i pozostawił potomka, gdyż śmierć bezpotomna, jak w przypadku Wandy, prowadzi do chaosu w państwie. W niedokończonym poemacie Hedvigis, poświęconym królowej Jadwidze, Rozjusz wytykał, że desperacki czyn Wandy wynikał z jej oporu przed uczuciami i zbytniej wstydliwości. Jan Kochanowski poświęcił Wandzie łacińską elegię ze zbioru Elegiarum libri IV (elegia XV w księdze I), w której wyjaśniał, skąd wziął się Kopiec Wandy i opisał historię całego życia Wandy. Kochanowski wspomniał też Wandę w polskiej pieśni Kto mi dał skrzydła, gdzie dostrzegł ją w niebie wśród najwybitniejszych władców Polski.
Być może nawiązuje do losu Wandy śmierć Ofelii, córki Poloniusza, w Hamlecie Williama Szekspira. Pisał o niej także Goethe. Z przedstawień plastycznych najbardziej znany jest obraz Piotrowskiego z krakowskich Sukiennic oraz cykl „Dzieje Wandy” M. Stachowicza z klasztoru w Mogile. Ten ostatni zainspirował Norwida do napisania dramatu Wanda. Za grobowiec Wandy uchodzi kopiec znajdujący się dziś na terenie Nowej Huty, niedaleko wejścia do kombinatu. Jej imię nosi także osiedle, dom handlowy, stadion sportowy i most. Dzień jej imienin (23 czerwca) jest jednocześnie dniem rozpoczęcia budowy Nowej Huty.
W 1819 roku Karol Kurpiński skomponował miniaturę na skrzypce i fortepian Dumanie nad mogiłą Wandy.
Czeski kompozytor Antonín Dvořák napisał operę (Wanda, 1875) opartą na tej legendzie.
Na historii Wandy oparto także komiksy: Wanda leży w naszej ziemi z 1938 (rysunki Mariana Walentynowicza, tekst Kornela Makuszyńskiego) oraz O Smoku Wawelskim i królewnie Wandzie z 1974 (rysunki Grzegorza Rosińskiego, scenariusz Barbary Seidler).